# Sépie vějířovitá
Sépie vějířovitá (Sepia apama) je hlavonožec z čeledi sépiovitých představující největšího zástupce z přibližně 100 známých druhů sépií. V dospělosti dorůstá délky až 1,5 metru i s chapadly a váží až 10,5 kg (jiné zdroje uvádějí hmotnost pouze mezi 5 až 6,5 kilogramy), samotná délka pláště je 520 milimetrů. Vyskytuje se pouze v příbřežních vodách Austrálie, kde obývá veškeré oblasti až do hloubky 100 metrů.
V období rozmnožování vytváří sépie vějířovitá společenství o několika tisících jedincích nedaleko jihoaustralského města Whyalla, kde jsou často hlavním předmětem zájmu potápěčů a vědců zkoumajících jejich chování. Její kůže má schopnost měnit zbarvení v závislosti na svém okolí, což jí dává schopnost vytvářet dokonalou kamufláž před případnými predátory. V nouzi je schopna vypustit do vody velké množství tmavého barviva, které znesnadní její zaměření, zmate útočníka a umožní únik do bezpečí.
Jedná se o velice inteligentního dravce, který požírá menší ryby, kraby či jiné korýše, které chytne dvojicí delších chapadel. Zvláštností je, že sépie vějířovitá má tři srdce a modrou krev obsahující hemocyanin.

## Taxonomie

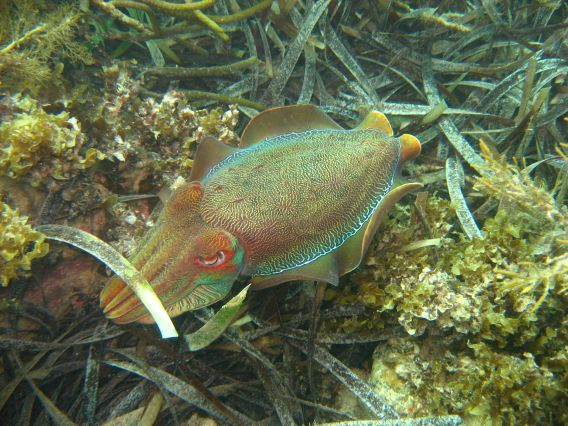
Sépie vějířovitá v pobřežních vodách jižní Austrálie

Sépie vějířovitá je dnes řazena do rodu Sepia jako druh Sepia apama, popsal ji poprvé John Edward Gray v roce 1849 ve své monografii Catalogue of the Mollusca in the British Museum. Na základě genetických studií za využití mikrosatelitů (tedy krátkých opakujících se sekvencí DNA), výzkumu odlišností ve struktuře jejich enzymů a sekvenace jejich mtDNA byly u tohoto druhu rozpoznány tři různé geneticky odlišitelné formy. Bylo navrženo, aby s nimi bylo zacházeno odděleně, aby se uchovala genetická diverzita v rámci tohoto druhu. Předpokládá se, že drobné rozdíly mezi těmito skupinami byly dány historickým oddělením jednotlivých skupin od sebe geografickými podmínkami.

## Rozšíření
Sépie vějířovitá obývá převážně mělké vody v těsné blízkosti korálových útesů, které jí slouží jako úkryt. Rozšířena je převážně kolem jižního a jihovýchodního pobřeží Austrálie v oblasti od Brisbane v Queenslandu až po Shark Bay v oblasti Západní Austrálie, ale její výskyt byl zaznamenán také v severních a západních oblastech pobřeží přiléhající ke zmiňovanému kontinentu. Zaznamenána byla také v severních oblastech Tasmánie.
Vyjma útesů se vyskytuje také v oblastech s kamenitým či písčitým dnem a v oblastech porostlých mořskou trávou. Její výskyt byl pozorován do maximální hloubky 100 m.

## Popis

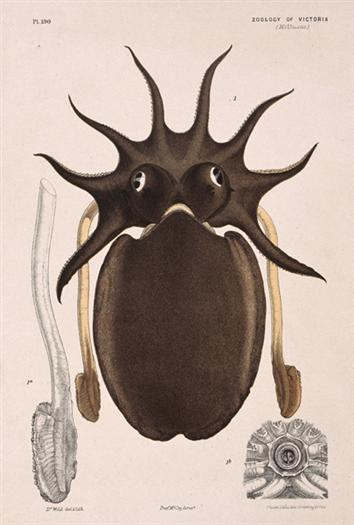
Kresba těla sépie

### Vnější popis
Sépie má 8 krátkých ramen a 2 dlouhá ohebná chapadla, která slouží k lapení kořisti. Za chapadly se nachází ústa a hlava, na které jsou umístěny dvě složité oči. Za hlavou je tělo s redukovanou schránkou, tzv. sépiovou kostí, kterou používají chovatelé papoušků.
Kůže sépie je v normálním stavu šedá až kaštanová s bílými pruhy, má však schopnost měnit své zbarvení v závislosti na okolním prostředí. Při výzkumu prováděném na tomto druhu sépie se zjistilo, že maskování se přes den téměř nevyužívá (pouze 3 % sépií), ale jeho hlavní použití nastává nástupem šera, kdy až 87 % sépií kamufláž využívá. Tento závěr napovídá, že sépie vějířovité mají schopnost nočního vidění stejně tak, jako jejich predátoři, před kterými má maskování ochraňovat.

### Vnitřní popis
V protáhlém těle se po přibližně 3/4 délky těla táhne trubice spojující ústa se žaludkem, pod kterým se nachází tři malá srdce zajišťující cirkulaci modré krve. Její barvu způsobuje dýchací protein hemocyanin, který obsahuje navázanou měď. Vylučovací trubice má vývod přibližně ve středu těla. Je to z toho důvodu, že do ní vyúsťuje vak s barvivem, které sépie v případě nouze vypouští. V přední části hlavy se taktéž nachází trubice, která slouží pro tryskový pohon sépie v případě ohrožení či při lovu potravy. K dýchání podobně jako ryby využívá filtrování vodního kyslíku za pomocí žaber.
Jedná se o druh, který má vysoce vyvinutou centrální nervovou soustavu a oči, které ale nejsou schopné rozpoznávat barvy, což jim však nebrání ve schopnosti kamufláže. Mají jen jeden oční pigment s absorpčním maximem na 492 nanometrech světelného záření. Zornice sépie vějířovité je tvořena podlouhlou horizontálně směřovanou tmavou štěrbinou, která se na jednom okraji stáčí nahoru do vertikálního směru. Průnik světla do oka je regulován zvětšováním a zmenšováním tvaru oční koule, k zaostřování různě vzdálených objektů jsou tyto oči schopné pohybu vpřed či vzad od sítnice.
Samice mají dva od sebe oddělené vaky na sperma. V těchto vacích jsou schopné skladovat sperma po různě dlouhou dobu. Jeden je využíván na krátkodobé uskladnění spermatu, druhý na dlouhodobé. Existence dvou vaků na sperma taktéž umožňuje uchovat samici sperma od více sexuálních partnerů.

### Pohyb
Sépie se pohybuje za pomoci vlnění ploutvovitého lemu v podobě slabé membrány, který se nachází po celém obvodu těla vyjma hlavy, nebo pomocí vytlačování vody z plášťové dutiny za pomoci nálevkovité části nohy, čímž vytváří velice rychlý pohyb. Pohyb produkovaný ploutvovitým lemem je schopna používat pro velice pomalý a nepozorovatelný pohyb. Rychlý pohyb je schopná vyvinout pomocí pumpování vody skrze ústa do speciálního vaku v těle. Následně svaly vak rychle stlačí, čímž vzniká tzv. tryskový pohon udělující značnou rychlost pro únik a lov kořisti. Příbuzné krakatice, které jsou považovány za rychlejší, mohou vyvinout rychlost pod vodou až 30 km/h.

### Chování

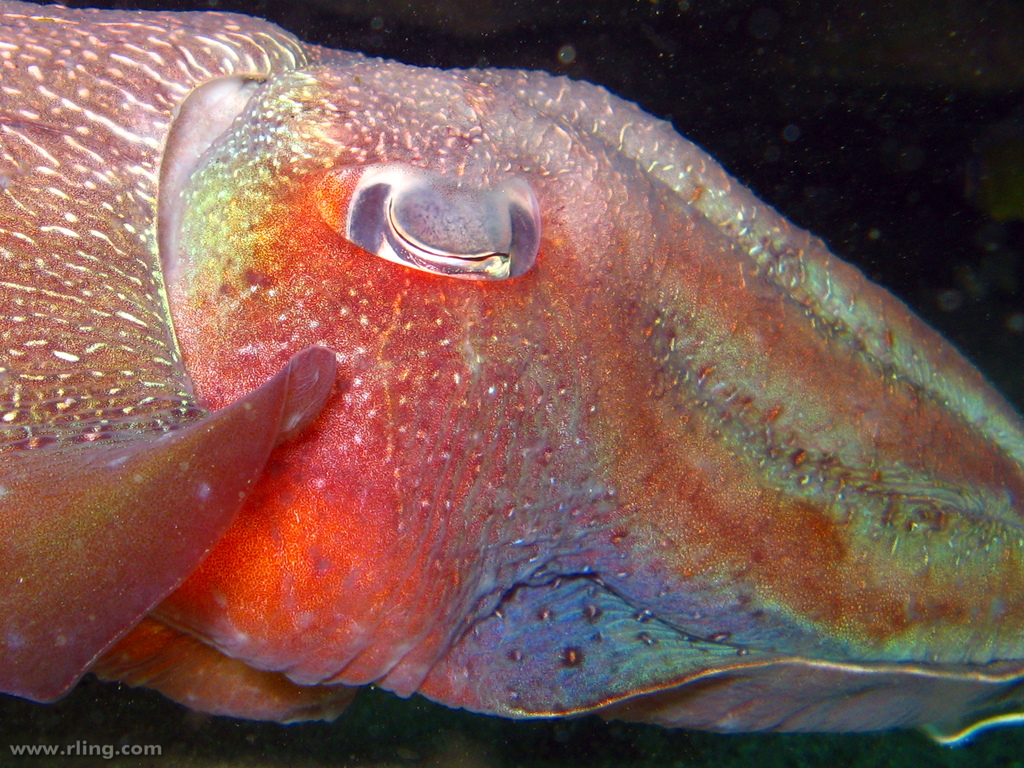
Zbarvená hlava sépie

Nová pozorování chování sépie naznačují, že se jedná o teritoriální živočichy, kteří během svého života obývají jen malou oblast o průměru mezi 90 až 550 metry. Jedná se o samotářské tvory vyjma období páření. Až 95 % dne stráví odpočíváním, lze tedy předpokládat, že většinu své energie investují do růstu organismu, což se více podobá chování chobotnic než krakatic. Na získávání potravy vynakládají sépie vějířovité přes den jen 3,7 % času a v noci pak pouze 2,1 %. Většinu času tráví odpočíváním a schováváním se v úkrytech před predátory. Výjimkou z tohoto pasivního chování je pouze období páření, kdy vytvářejí velká společenstva, ve kterých jsou aktivní po dny až týdny.
V případě nebezpečí je sépie vějířovitá podobně jako ostatní sépie schopna vyvrhnout barvivo do vody, čímž zamaskuje svůj ústup. V současnosti je většina poznatků o chování a životu sépie získána z oblastí rozmnožování, kde sépie vějířovitá vystupuje blíže k hladině. O jejím životě trvajícím 1 až 2 roky existuje jen málo informací.

### Zbarvení
Sépie vějířovité mají schopnost svévolně měnit barvu svého těla v celé škále barev, což jí slouží ke kamufláži a předpokládá se, že i pro komunikaci mezi jedinci svého druhu. Její kůže je hojně vybavena pigmentovými skvrnami umožňující změnu barvy na žlutou, červenou, černou a hnědou. Změny tohoto zbarvení řídí sépie vějířovitá mozkem, nejedná se tedy o automatickou podprahovou dovednost. Sépie vějířovitá mění barvy na základě vizuálního pozorování okolí, které je následně předáno do mozku a odtud vyslán nervový vzruch do pigmentových oblastí, které změní barvu kůže. Pro maskování využívá taktéž změnu struktury vzorů na kůži, které mohou imitovat například mořské řasy.

## Potrava
Jedná se o dravce, který loví mezi řasami menší ryby, kraby, krevety a další korýše. Pro lovení potravy využívá svoje dvě delší chapadla, kterými uchopí kořist a rozmačká ji.

## Mezidruhové vztahy
Mezi přirozené nepřátelé obřích sépií patří delfíni druhu Tursiops aduncus, kteří si pro lov sépií a jejich pozření vyvinuli zvláštní metodu lovu, během které je odstraněna sépiová kost a barvivo z těla sépie. Vyjma delfínů jsou jejich predátoři také tuleni, lachtani, žraloci a albatrosi.
Z patogenních bakterií napadajících sépie včetně sépie vějířovité je významným druhem Vibrio alginolyticus, která způsobuje smrtelná onemocnění, která napadají především ledviny, srdce, žábry, ale i pohlavní orgány a souvisejících žlázy, projevuje se však i na pokožce.

## Rozmnožování

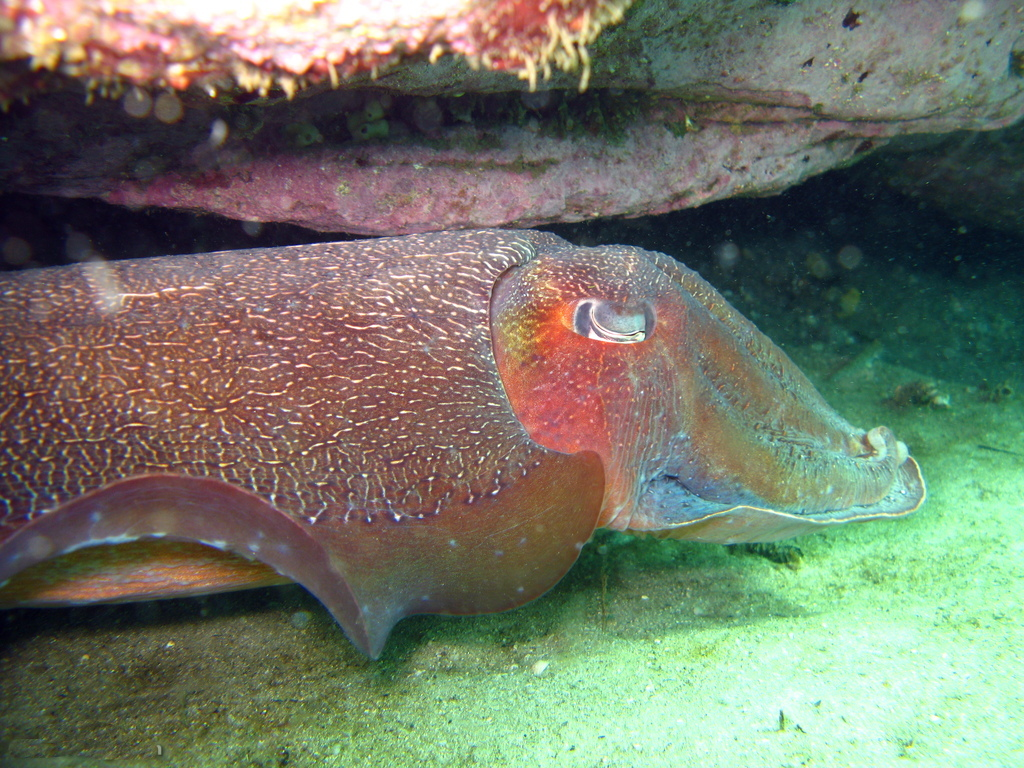
Odpočívající sépie

Rozmnožování nastává v zimě, na jižní polokouli tedy v období mezi květnem až srpnem, kdy sépie tohoto druhu vystupují k hladině a vytváří obrovská společenstva čítající stovky až tisíce jedinců nedaleko jihoaustralského města Whyalla mezi Fitzgerald Bay a False Bay, kde samci začnou předvádět složité namlouvací rituály. V průběhu rituálů se samci vznáší ve vodě a často rychle po sobě mění své zbarvení do jasně kontrastních barev. Samice si mezitím vybírá nápadníka, se kterým by se spářila.
Vítězný samec připlave k samici a vypustí své spermie do zvláštního vaku (receptabulum), který má samice pod ústy. Tento vak časem praskne, čímž se vypustí spermie, které mohou oplodnit vajíčka. Samice mívá až 200 vajíček o velikosti golfového míčku, která jsou přichycena k pevnému skalnímu nebo útesovému podkladu. Oplodněná vajíčka se začnou vyvíjet a za několik měsíců dojde k vyklubání nových sépií. Dospělí jedinci umírají krátce po spáření a nakladení vajíček.
Bylo zjištěno, že samice sépie vějířovité jsou polyandrické, takzvaně jejich vajíčka jsou oplodňována více samci. Mimo to, že samci ukládají spermie do vaků v okolí ústního otvoru, jsou vajíčka uložena i ve formě spermatangií, tedy shluků spermií, na povrchu samičího těla. Samice zřejmě jsou schopné upřednostnit jeden z genetických materiálů.
Vědci předpokládají, že sépie vějířovité se v tomto místě rozmnožují kvůli útesům, které ho chrání před silnými proudy a vlnami, což poskytuje poměrně bezpečné podmínky pro uchycení oplodněných vajíček.

### Vývoj
Nedávné výzkumy založené na analýze přírůstků sépiových kostí odhalily, že sépie vějířovitá má dva různé životní cykly. První zahrnuje rychlý růst během prvního roku po vylíhnutí a dosažení dospělosti za 7–8 měsíců. Tito jedinci se rozmnožují v prvním roce života, přičemž dosahují jen malých rozměrů. Ve druhém případě rostou sépie vějířovité pomaleji a dospělosti dosahují až ve druhém roce a dorůstají mnohem větších rozměrů.
V devadesátých letech 20. století byla celá populace vážně ohrožena, když se v jediném známém místě tření začal provozovat komerční rybolov, který rozptýlil množství sépií. Na nátlak veřejnosti vyhlásila příští rok australská vláda celou oblast za chráněnou se zákazem rybolovu pro sezónu 1998, který byl trvale zaveden v roce 2002 pro období páření, kdy byl oblasti přiřknut status podmořské rezervace.